# Paul Mougin
Pour les articles homonymes, voir Mougin.
Paul Louis Mougin, né le 30 juin 1866 à Remiremont et mort à Champigneulles près de Nancy, 20 mai 1939, est un ingénieur forestier qui s'est notamment intéressé à la gestion des risques d'avalanche et à la restauration des terrains en montagne via le reboisement.

## Éléments de biographie
Paul Mougin est surtout connu pour sa carrière d'inspecteur général des eaux et forêts.
Après avoir étudié la sylviculture à l'École nationale du génie rural, des eaux et des forêts de Nancy dont il sort en 1888, il est intégré au « service des Reboisements » de Grenoble puis affecté à Chambéry où, en 1898 à l'âge de 32 ans, il est nommé inspecteur adjoint et chef du service du reboisement. Il restera 20 ans au service de la Commission des Reboisements. Ce service, en application de trois lois sur la restauration des terrains en montagne votées en 1860, 1864 et 1882, devait théoriquement compenser les défrichements des siècles précédents par des reboisements destinés à restaurer les sols, la forêt et freiner le ruissellement en limitant les risques de crue torrentielle en aval. Mais comme le signale J. Messines du Sourbier en 1939, il ne faut pas oublier que « la Savoie fait partie des Alpes Vertes, et qu'à l'époque où Mougin exerçait son activité [fin du XIXe siècle...] cette province était encore très peuplée. Les terrains de culture et les pâturages faisaient défaut. Aussi la constitution de périmètres de restauration et les acquisitions de terrains par l’État étaient-elles une cause de méfiance, voire d'hostilité de la part des populations. Les séries de reboisement étaient par suite réduites à l'extrême et ne comprenaient généralement que les berges vives des torrents ». Certains forestiers (tels Félix Briot qui s'est régulièrement opposé à Mougin sur ce point) ont eux-mêmes défendu un pastoralisme de montagne raisonnable (ne dégradant pas les prairies de pentes) contre le reboisement (la loi permet cette option comme alternative au boisement, à certaines conditions).
Il aura donc peu l'occasion d'accomplir sa mission de reboiseur. Il remplira cependant autrement sa mission de gestionnaire de risque en diminuant les sources de danger liée à l'eau des torrents de montagne et aux avalanches (qu'il prévient par des « travaux spéciaux de défense contre les avalanches »). Sa carrière est en effet d'abord marquée par la « correction » de plusieurs torrents alpins dangereux (dont celui de Saint-Julien-de-Maurienne).
Il s'est ensuite fait une spécialité de la dérivation de l'eau par tubage, avec d'abord un tunnel de plus de 200 m de long, creusé dans la roche pour dévier le torrent de Saint-Julien (1er cas de dérivation par tunnel dans les Alpes). Ce travail a permis de stabiliser le glissement de Montdenis.
Il a dérivé d'autres torrents réputés dangereux, dont le torrent Morel (Vallée de la Tarentaise) qu'il dérivera par un tunnel courbe de près d'un kilomètre (980 m).
En 1904, avec Claudius Bernard, il fait percer à 3 100 m d'altitude un nouveau tunnel, long de 243 mètres (dont 40 m dans la glace) déviant sur le glacier de Bionnassay. Il s'agissait cette fois de vidanger une poche d'eau qui s'était accumulée sur le glacier de Tête Rousse. Cette poche était semblable à celle qui avait causé la catastrophe de Saint-Gervais-les-Bains le 2 juillet 1892 (175 tués par une coulée de boue, roches et végétaux),. Quelques-uns de ses travaux de murs ou seuils construits en travers de torrents cèderont.
Il contribue aussi à la mise en place d'un réseau d'observation des avalanches, d'abord en Savoie puis étendu à toute la France.
Il publie en 1922 le premier modèle mathématique d'avalanche.
Seul ou avec Claudius Bernard, il se passionne pour l'étude des glaciers et la nivologie, contribuant activement à la revue « Études Glaciologiques » publiée par le Service d'Études des Grandes Forces Hydrauliques, au Ministère de l'Agriculture. Il est l'inventeur de la table à neige et du nivopluviomètre totalisateur.
Paul Mougin a aussi été l'un défenseur du reboisement des montagnes et en particulier des Alpes contre les dégâts torrentiels, alors que la mise en cause de la déforestation et du pâturage dans ces phénomènes est sujette à controverse,.